# 크로크 파크
크로크 파크(아일랜드어: Páirc an Chrócaigh)는 아일랜드 더블린에 있는 게일 게임 경기장으로, 게일 체육 협회의 홈구장으로 사용되고 있다.

## 같이 보기
- 가스 브룩스